# Bernard Prince
Bernard Prince è una serie a fumetti di nazionalità franco-belga.

## Storia
Venne creata nel 1966 con illustrazioni di Hermann Huppen e scritta da Greg (ovvero Michel Regnier). A partire dal 1977 al disegno contribuiranno Daniel Henrotin "Dany" e quindi Édouard Aidans mentre alla sceneggiatura nel 2010 si cimenta Yves Huppen "Yves H."
. 
Viene pubblicata sull'edizione belga del settimanale Tintin. Vennero stampati 19 volumi ed uno, il quarto, venne riedito con una nuova illustrazione, di Édouard Aidans. Apparve prima nell'edizione belga e poi in quella francese.
In Italia il personaggio è apparso dal 1967 sui Classici Audacia quindi dal 1968 a puntate sul Corriere dei Piccoli, negli "Albi Ardimento" dal 1969, su Lanciostory dal 1980 e fra i "Grandi Eroi" dell’editrice Comic Art nel 1987. 
Nel 2016 gli albi sono stati pubblicati nella collana Classici dell'avventura a fumetti della Gazzetta dello Sport.

## Trama
La storia narra delle avventure dell'ex-agente dell'Interpol Prince e dei suoi viaggi sul suo Sloop, chiamato Cormoran, in compagnia del burbero Barney Jordan e del giovane Djinn.

## Albi
- 1) Il generale Satan, Le Général Satan (1969) Composto da due storie: "Les pirates du Lokanga" e "Le Général Satan"
- 2) Tempesta su Coronado, Tonnerre sur Coronado (1969)
- 3) La frontiera dell'Inferno, La Frontière de l’enfer (1970)
- 4) Avventura a Manhattan, Aventure à Manhattan (1971) Composto da due storie: "Aventure à Manhattan" e "La passagère"
- 5) Oasi in fiamme, Oasis en flammes (1972)
- 6) La legge dell'uragano, La Loi de l’ouragan (1973)
- 7) Il fuoco dei dannati, La Fournaise des damnés (1974).
- 8) La fiamma verde del Conquistador, La Flamme verte du conquistador (1974)
- 9) Guerriglia per un fantasma, Guérilla pour un fantôme (1975)
- 10) Il soffio di Moloch, Le Souffle de Moloch (1976)
- 11) La fortezza delle nebbie, La Forteresse des brumes (1977)
- 12) Obiettivo Cormoran, Objectif Cormoran (1978)
- 13) Il porto dei folli, Le Port des fous (1978)
- 14) La trappola dai centomila dardi Le Piège aux 100 000 dards (1980)
- 15) Burrasca sul Cormoran, Orage sur le Cormoran (1989)
- 16) La Dynamitera (1992)
- 17) Il veleno verde Le Poison vert (1999)
- 18) Minaccia sul fiume Menace sur le fleuve (2010)

- Fuori serie: Ieri e oggi,  D’hier et d’aujourd'hui (1980)